# 奇葩證明
奇葩證明指中國大陆公務機關或銀行辦理民生業務時無理要求民眾出具的證明文件，包括：证明我妈是我妈、证明没买过房、没结婚、没孩子、去银行换残币被要求開“非故意烧毁钱币”证明、異地領社保要求開一份證明自己還活著的健在證明等。
這是在该國普遍的社会民生问题，2015年起廣獲媒體關注。問題的原因多被歸咎是行政迂腐、怕擔責任，最終用权力刁难民众。亦有指是中國社會誠信缺失的成本。

## 流行文化
2008年央視春晚小品《开锁》黄宏有一段「證明我就是我」的段子。2019年中公教育將奇葩證明列入中國基層政府選調生模擬試卷申論題題庫。

## 引用文獻
1. 1 2  苏丹. . 新京报动新闻（文字来源综合：人民日报、大河报、人民日报政文微信、新华网）. 2015-04-08  [2020-12-20]. （原始内容存档于2020-12-20）.
2. 1 2  吴丽娜 (编). . 新华网（综合人民日报、中国青年报、西安晚报、大河报等）. 2015-05-11  [2020-12-20]. （原始内容存档于2019-08-06）.
3. ↑  . China Daily. 2015-05-07  [2020-12-21]. （原始内容存档于2020-05-22）.
4. ↑  倪林军 (编). . 參考消息專題「銳參考」112期. 2015  [2020-12-20]. （原始内容存档于2015-08-31）.
5. ↑  许昭慧. . 网易河北. 2019-08-23  [2020-12-20]. （原始内容存档于2020-12-20）.
6. ↑  . 北京中公教育. 2019-11-14. （原始内容存档于2020-12-20）.